# Albrecht Becker
Albrecht Becker (Thale, 14 novembre 1906 – Amburgo, 22 aprile 2002) è stato un produttore cinematografico, fotografo e attore tedesco. È stato prigioniero nei campi di concentramento tedeschi durante la Seconda guerra mondiale a causa della propria omosessualità, considerata un crimine dal Partito Nazionalsocialista Tedesco dei Lavoratori.

## Biografia
All'età di diciotto anni Becker si innamorò di un uomo più anziano di lui. Nel 1935 venne arrestato per il sospetto di aver violato il paragrafo 175, la legge che vietava i rapporti omosessuali, e trascorse i tre anni successivi in prigione a Norimberga. Rilasciato, venne aggregato alla Wehrmacht, l'esercito tedesco, ed inviato sul fronte russo, dove combatté fino alla sconfitta delle forze tedesche.
Nel periodo bellico Becker sviluppò la passione per la fotografia che lo accompagnò tutta la vita divenendo il suo principale lavoro dopo la guerra. Albrecht Becker è stato uno dei pionieri della body art (iniziando a tatuare e fotografare l'"evoluzione" del suo corpo nel 1943) e di pratiche BDSM. Albrecht Becker è stato uno dei cinque gay che si prestarono a riportare le proprie memorie nel documentario Paragraph 175 sulle persecuzioni contro gli omosessuali durante il periodo nazista. Il film, prodotto da Jeffrey Friedman e Rob Epstein, si avvale della voce narrante di Rupert Everett.

## Filmografia
- Weh dem, der liebt! , regia di Sándor Szlatinay (come Alexander von Slatinay) (1951)
- Maja (Die verschleierte Maja), regia di Géza von Cziffra (1951)